# Prapovijest Kine
Prapovijest Kine je razdoblje od prve pojave hominida na području današnje Kine, do prve pojave pisma, tj. početaka zabilježavanje povijesti tijekom povijesne kiineske dinastije Shang.

## Paleolitik u Kini
U jugoistočnoj Kini su pronađeni ostaci ranih hominida slični javanskom čovjeku, npr. tzv. „Čovjek iz Renzidonga” (kineski: 人字洞, pinyin: Rénzìdòng Rén) iz Wuhua (Anhui) star oko 2 milijuna godina. 
Prije više od milijun godina, homo erectus je „naseljavao” područja Kine, npr. tzv. „Čovjek iz Yuanmoua” (kineski: 元谋人, pinyin: Yuánmóu Rén) iz Danawua (Yunnan) star oko 1,7 milijuna godina. Studije su dokazale kako je kameno oruđe pronađeno u Xiaochangliangu magnetostratografski staro oko 1,36 milijuna godina. U arheološkom lokalitetu Xihoudu u pokrajini Shanxi su pronađeni najstariji dokazi upotrebe vatre homo erectusa, stari oko 1,27 milijuna godina.
Najpoznatija vrsta homo erectusa, pekinški čovjek, živio je oko Po Haia (Zhoukoudian kod Pekinga), na jugoistoku, ali i u srednjoj i južnoj Kini. 
Kina je zemljopisno i klimatski bila pogodno mjesto za naseljavanje ljudi koji su se tim područjima počeli naseljavati prije 500.000 godina. Homo sapiens se pojavio u paleolitiku u području Ordos, na sjeveru i jugozapadu Kine, oko 30.000 pr. Kr. 
Kasnije mezolitske kulture cvjetale su na sjeveru, jugu i jugozapadu te na Tajvanu. Najstariji dokazi o stvaranju i upotrebi lončarije, te zrna riže na svijetu, stara 20. – 19.000 godina, pronađeni su u špilji Xianren, u kineskoj pokrajini Jiangxi.

## Neolitik u Kini
Neolitske poljoprivredne zajednice, izravni preci kineske kulture, javile su se oko 1000. pr. Kr. u južnoj Kini (npr. Nanzhuangtou u pokrajini Hebei iz oko 12600. – 11300. pr. Kr.) i središnjim brdskim krajevima prekrivenima praporom gdje je tlo riječnih terasa s dobrim odvodnjavanjem bilo idealno za ranu poljoprivredu (npr. Pengtoushan u Hunanu iz oko 7500. – 6100. pr. Kr.). Jedno od najranijih nalazišta je Pan-p'o, s okruglim i pravokutnim kućama, lončarskim pećima i grobljima. 
Kultura Zhenpiyan u jugoistočnoj Kini nudi najstarije dokaze o pripitomljavanju svinja. Dakle, u dolini Žute rijeke postojao je uzgoj svinja, a rana poljoprivreda ovisila je o prosu, dok u delti rijeke Yangtze postoje dokazi o rižištima (divlja riža i wet riža) koja su postojala već u 7. tisućljeću pr. Kr.; npr. kultura Pengtoushan (彭头山文化) od oko 7500. – 6100. pr. Kr. u sjeverozapadnom Hunanu, ili nešto sjevernija kultura Peiligang (裴李崗文化) u Henanu.
Rana povijest Kine, kojoj nedostaju pisani spomenici, opisana je u kasnijim dokumentima iz dinastije Shang mnogo stoljeća kasnije. Kako su Kinezi pokušali introspektivno pisati o minulim stoljećima, pomiješali su mitove s činjenicama.  U 6. tisućljeću pr. Kr. javila se Jiahu kultura, a u Damaidi u Ningxia oblasti pronađeno je 3,172 neolitskih petroglifa na kamenu koje predstavljaju 8,453 znakova kao što su: sunce, mjesec, zvijezde, bogovi i scene lova. Ovi piktogrami se smatraju veoma sličnima najranijim znakovima kineskog pisma. Do 3000. pr. Kr. razvile su se profinjene vještine, kao što je rezbarenje žada, a umjesto sela pojavljuju se male općine. Kasniju Yangshao kulturu iz oko 2500. pr. Kr., koja je cvala u kinsekim pokrajinama Henan, Shaanxi i Shanxi, potisnula je kultura Longshan s istoka, iz Shandonga.
Kultura Longshan (2500. pr. Kr. – 1800. pr. Kr.) nazvana je po osebujnoj crnoj lončariji, a karakteriziraju je naselja s obrambenim zidovima i nova, naprednija tehnologija, kao npr. lončarsko kolo.

### Dinastija Xia
Dinastija Xia je prva koja je opisana u drevnim kineskim tekstovima kao što su Zapisi velikog povjesničara i Anali na bambusu, iz oko 2100. pr. Kr. do 1600. pr. Kr.
Većina arheologa povezuje ovu dinastiju s iskopinama u Erlitou u središnjoj pokrajini Henan, gdje su iskopane peći za broncu iz oko 2000. pr. Kr.

## Vanjske poveznice
- List of Paleolithic sites in China (engl.)
- List of Neolithic cultures of China (engl.)